# Soto de Cerrato
Soto de Cerrato is een gemeente in de Spaanse provincie Palencia in de regio Castilië en León met een oppervlakte van 12,94 km². Soto de Cerrato telt 193 inwoners (1 januari 2016).

## Demografische ontwikkeling
Bron: INE, 1857-2011: volkstellingen